# Teramo Basket
Teramo Basket ist ein ehemaliger italienischer Basketballverein aus Teramo in den Abruzzen. Die professionelle erste Mannschaft spielte von 2003 bis 2012 in der höchsten nationalen Spielklasse Lega Basket Serie A, bevor die Spielbetriebsgesellschaft aus finanziellen Gründen liquidiert wurde. Die Mannschaft trug von 2008 an bis zuletzt den Sponsorennamen Banca Tercas Teramo. Nach einem dritten Platz 2009 in der regulären Saison der Serie A reichte es zur Teilnahme am Eurocup 2009/10, dem zweitwichtigsten europäischen Vereinswettbewerb, wo man in der ersten Gruppenphase unter anderem am deutschen Vertreter Alba Berlin scheiterte.

## Geschichte
1973 auf Initiative von Paolo Antonetti als Associazione Italiana Cultura e Sport (AICS) Teramo gegründet spielte der Verein zunächst nur erfolgreich in regionalen Wettbewerben. 1995 spielte man schließlich nach zwei Aufstiegen hintereinander in der vierthöchsten Spielklasse Serie B2. Bereits in der zweiten Spielzeit gelang 1997 ein weiterer Aufstieg in die Serie B1. 1999 übernahm Carlo Antonetti die Verantwortung als Präsident und gab das Ziel aus, die höchste Spielklasse innerhalb von drei Spielzeiten zu erreichen. Dies gelang zwar nicht, aber nach dem Aufstieg 2002 in die zweithöchste Spielklasse LegADue gelang der direkte Durchmarsch in die Serie A, so dass man mit zweijähriger Verspätung doch in der höchsten nationalen Spielklasse spielte.
Nach dem Aufstieg 2003 erreichte man in der Folge in der Serie A durchweg Platzierungen in der unteren Tabellenhälfte, bevor 2008 Banca Tercas neuer Namenssponsor und Andrea Capobianco neuer Trainer der Mannschaft wurde. Teramo konnte erstmals unter anderem mit Jaycee Carroll und David J. Moss oben mitspielen, erreichte den dritten Platz nach der regulären Saison und damit die Qualifikation für den zweitwichtigsten europäischen Vereinswettbewerb ULEB Eurocup. In den erstmals erreichten Play-offs um die italienische Meisterschaft schied man jedoch in der ersten Runde gegen den späteren Vizemeister Armani Jeans Mailand aus. In der folgenden Spielzeit schied man in der ersten Gruppenphase des Eurocup 2009/10 bereits in der ersten Gruppenphase aus. Auch in der nationalen Meisterschaft reichte es nicht mehr zu einer Play-off-Platzierung. Nach total verpatztem Saisonstart in der Spielzeit 2010/11 wurde Trainer Capobianco entlassen.
Am Ende der Spielzeit 2010/11 konnte man als Tabellenvorletzter den Abstieg nur durch den Erwerb einer „Wild Card“ vermeiden. Präsident Antonetti versprach die Zahlung, deren Modalitäten auf scharfe Kritik der Zweitligisten stieß, musste aber für neue Geldgeber seinen Posten abgeben. Der potentielle Nachrücker und Aufsteiger Reyer Venezia beanstandete die verspätete Zahlung der Wild Card-Gebühr in Höhe von 500.000 €, weshalb diesem von Gerichts wegen ebenfalls ein Startrecht in der höchsten Spielklasse eingeräumt wurde, so dass die Serie A mit 17 und einer Mannschaft mehr als üblich in die Spielzeit 2011/12 startete. Zwar konnte man in dieser Spielzeit den sportlichen Abstieg vermeiden, doch die Liquidität der Spielbetriebsgesellschaft war nicht mehr gegeben und die Zulassung für eine weitere Spielzeit wurde nicht erteilt. Anschließend wurde die professionelle Mannschaft des Vereins aufgelöst.

## Nicht mehr vergebene Trikotnummern
- 20  Mario Boni (2002–2004)
- 08  Giuseppe Poeta (2006–2010)

## Bekannte und wichtige Spieler
| - Gianluca Lulli 2001–2012 - Tyrone Grant 2002–2004 - Ryan Hoover 2002/03, 2008–2010 - Krešimir Lončar 2003/04 - Dimitri Lauwers 2004/05 - Alessandro Cittadini 2004/05 - Robert Garrett 2005 - Joe Crispin 2005/06 - Mauro Sartori 2005/06 - Chris Haslam 2005/06 - Mike Bernard 2005–2007 | - Marko Pešić 2006 - Duane Woodward 2006/07 - Kristaps Janičenoks 2006/07 - Roger Powell 2007/08 - Devin Green 2007/08 - Clay Tucker 2007/08 - Nikoloz Tskitishvili 2007/08 - Brandon Brown 2007–2009, 2011/12 - David J. Moss 2008/09 - Jacob Jaacks 2008/09 - Jaycee Carroll 2008/09 | - Valerio Amoroso 2008–2010, 2011/12 - Bruno Cerella 2008–2010, 2011/12 - Achille Polonara 2008–2012 - Goran Jurak 2009/10 - Virgil Stănescu 2009/10 - Bobby Jones 2009/10 - Drake Diener 2009–2011 - Ivan Zoroski 2010/11 - Josh Davis 2010/11 - Dee Brown 2011/12 - Miloš Borisov 2011/12 |